# Lior Refaelov
Lior Refaelov  (ou Lior Rafaelov, em hebraico:  ליאור רפאלוב  ; Or Aqiva - 26 de abril de 1986) é um jogador de futebol israelense que atua como meio-campista ou ala ofensivo. Atualmente está sem clube.

## Carreira
Ele começou sua carreira no Maccabi Haifa, onde venceu a Premier League israelense três vezes. Em 2011, ele foi transferido para o Club Brugge por € 2,5 milhões.  Com o time belga, ele ganhou dois títulos da primeira divisão em 2016 e 2018 e marcou o gol da vitória na final da Copa da Bélgica em 2015. 

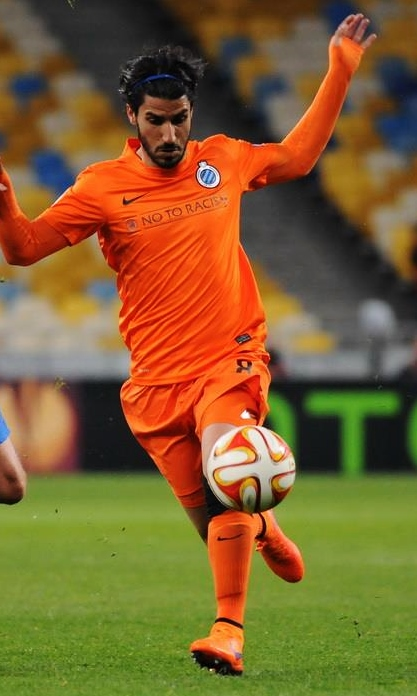
Refaelov no Club Brugge em 2015.

Em 20 de junho de 2011, Refaelov assinou com o Club Brugge, do lado belga da Pro League, por uma taxa de € 4 euros e 15% da próxima venda. 
Um ano depois, ele repetiu o feito, marcando a final da Copa da Bélgica de 2016, mas desta vez o Club Brugge perdeu a final por 1-2 para o Standard Liege .  Na mesma temporada, ele ajudou o Club Brugge a conquistar seu primeiro título da liga em 11 anos, fazendo 15 jogos na liga, enquanto o clube venceu o Gent nos últimos dias da campanha. 
Em 30 de agosto de 2018, Refaelov juntou-se ao Royal Antwerp, companheiro da Primeira Divisão A da Bélgica, em um empréstimo de uma temporada.  Ele marcou seu primeiro gol pelo clube na vitória por 5-1 sobre o Zulte Waregem, no dia 16 de setembro.  Em 9 de dezembro, Refaelov marcou duas vezes na vitória por 3 a 0 sobre o Cercle Brugge KSV, passando a quatro pontos do líder da liga Genk em 18 partidas,  fez sua estréia na seleção israelense em 2007 e, desde então, ganhou mais de 30 jogos pela seleção de Israel.      

## Honras

### Clube
Maccabi Haifa
- Premier League israelense : 2005-06, 2008-09, 2010-11
- Taça Toto Al : 2005-06

Club Brugge
- Pro League belga : 2015-16, 2017-18
- Taça da Bélgica : 2014-15
- Supertaça da Bélgica : 2016

### Individual
- Futebolista do ano em Israel : 2010-11
- Jogador do mês da Pro League na Bélgica : março de 2014